# Retina Display
Retina Display es una marca comercial de Apple para referirse a las pantallas de alta densidad de píxeles fabricadas y desarrolladas por Sharp y otras compañías  como LG, Japan Display o Samsung, para ser utilizadas en sus dispositivos y están basadas en la tecnología  In-plane switching (IPS).
Apple sostiene que esta tecnología supera la cantidad de puntos que puede percibir la retina humana, pero esta afirmación es refutada por varios científicos.

## Dispositivos que la utilizan
Esta denominación está presente en los iPhone a partir del modelo iPhone 4, en los iPod touch a partir del modelo de cuarta generación, en los iPad a partir del modelo de tercera generación, en los iPad Air, en el iPad Mini a partir del modelo iPad Mini 2, así como en el MacBook Pro con pantalla Retina presentado en junio de 2012 como el primer ordenador con este modelo de pantalla. También se presentó un modelo de iMac que usa esta tecnología; es un dispositivo iMac de 27 pulgadas (diagonal) llamado "iMac con pantalla retina 5K". Además de estos dispositivos, también tienen pantalla Retina el MacBook Pro Retina 13, el nuevo MacBook y, recientemente, en la versión de 21 pulgadas del iMac, con resolución 4K.